# Groupe de NGC 3079
Le groupe de NGC 3079 comprend au moins six galaxies situées dans la constellation de la Grande Ourse. La distance moyenne entre ce groupe et la Voie lactée est d'environ 18,9 Mpc (∼61,6 millions d'al). 

## Membres
Le tableau ci-dessous liste les six galaxies du groupe dans l'ordre indiquée dans l'article de A.M. Garcia paru en 1993.   
| Nom      | Classification | Type                               | α (J2000.0)   | δ (J2000.0) | Vitesse radiale (km/s) | Magnitude apparente | Distance (Mpc) | Diamètre (kal) |
| -------- | -------------- | ---------------------------------- | ------------- | ----------- | ---------------------- | ------------------- | -------------- | -------------- |
| NGC 3079 | SB(s)c         | Spirale barrée                     | 10h 01m 57.8s | 55° 40′ 47″ | 1106 ± 1               | 10,9                | 18,7 ± 1,3     | 136            |
| UGC 5421 | Sdm            | Spirale magellanique               | 10h 04m 41.8s | 55° 18′ 43″ | 1118 ± 2               | 16,216 +/- 0,014a   | 18,9 ± 1,3     | 35             |
| UGC 5479 | SAB?m          | Spirale intermédiaire magellanique | 10h 10m 09.6s | 54° 30′ 07″ | 1105 ± 36              | 14,8 ± 0,4          | 18,8 ± 1,4     | 32             |
| UGC 5459 | SB(s)c?        | Spirale barrée                     | 10h 08m 10.1s | 53° 05′ 00″ | 1109 ± 1               | 11,64               | 19,0 ± 1,3     | 103            |
| UGC 5460 | SB(rs)d        | Spirale barrée                     | 10h 08m 09.3s | 51° 50′ 38″ | 1093 ± 5               | 13,45               | 18,8 ± 1,3     | 44             |
| NGC 3073 | SAB0-          | Lenticulaire                       | 10h 00m 52.1s | 55° 37′ 08″ | 1128 ± 4               | 13,4                | 19,0 ± 1,3     | 33             |

- aDans le proche infrarouge.

Le site DeepskyLog permet de trouver aisément les constellations des galaxies mentionnées dans ce tableau ou si elles ne s'y trouvent pas, l'outil du site constellation permet de le faire à l'aide des coordonnées de la galaxie. Sauf indication contraire, les données proviennent du site NASA/IPAC.  